# Musée Renoir
Musée Renoir to muzeum poświęcone życiu i twórczości malarza impresjonisty Auguste Renoira w miejscowości Cagnes-sur-Mer we Francji.
Renoir po raz pierwszy przybył do Cagnes w 1898 roku i zachwycił się jego okolicą. W czasach Renoira Cagnes było kwitnącą wioską zamożnych chłopów. Od tamtego czasu wiele się zmieniło. Dziś Cagnes składa się z trzech odrębnych miejscowości. Renoir osiedlił się w wiosce na wzgórzu Hait-de-Cagnes. Początkowo mieszkał w centrum starej wsi, w budynku miejscowej poczty. W 1907 kupił posiadłość poza wsią, przy drodze ku wybrzeżu. Zbudował tam swój dom, w którym mieszkał przez resztę życia. W 1960 dom kupiły władze miejskie z przeznaczeniem na Muzeum Renoira.